# Karlgeorg Schuster
Karlgeorg Schuster (* 19 de agosto de 1886 en Uelzen; † 16 de junio de 1973 en Kitzeberg, Schleswig-Holstein) fue un marino alemán que llegó a almirante en la Segunda Guerra Mundial.

## Vida
Schuster ingresó el 1 de abril de 1905 en la Marina Imperial como guardiamarina y cursó su formación elemental en el crucero-fragata Stein. Pasó luego a la Academia Naval Mürwik de Flensburgo-Mürwik, donde el 7 de abril de 1906 ascendió a alférez de fragata. Terminada su formación lo destinaron el 1 de octubre de 1907 al navío de línea Braunschweig y el 27 de abril de 1908 al Deutschland. El 28 de septiembre de 1908 ascendió al grado intermedio de Leutnant zur See y tres días después pasó a bordo del crucero protegido Gneisenau, con el que fue enviado a la Escuadra de Asia Oriental, con el que fue enviado a la Escuadra de Asia Oriental y donde el 29 de agosto de 1910 ascendió a alférez de navío. Schuster regresó a Alemania el 14 de noviembre de 1911, quedó a disposición de la Inspección de Torpedos y siguió un curso de guerra submarina. Del 30 de diciembre de 1911 al 29 de septiembre de 1913 fue oficial de guardia en el submarino U 4, permaneciendo allí tras comenzar la Primera Guerra Mundial hasta el 4 de octubre de 1914, cuando pasó al crucero ligero Straßburg. Después pasó brevemente para tareas de información a bordo del torpedero cabeza de división D 5 y del 3 de noviembre de 1914 al 28 de mayo de 1915 como oficial de guardia al U 35.  Luego fue hasta septiembre de 1916 profesor y más tarde comandante del torpedero D 6, perteneciente a la Escuela de Submarinos. Teniente de navío desde el 16 de noviembre de 1915, Schuster tomó parte a fines de septiembre de 1916 en la puesta a punto del submarino U 60 en el astillero AG Weser, y tras el alistamiento de ese U-Boot el 1 de noviembre, fue su primer comandante y hasta el 25 de noviembre de 1917 hundió 35 barcos con 75.400 TRB. Schuster dejó entonces ese submarino y volvió a la Escuela de Submarinos como profesor y segundo ayudante.
Terminada la guerra, Schuster pasó a disposición de la Inspección de Submarinos y luego admitido en la Armada de la República de Weimar (Reichsmarine), siendo destinado al estado mayor de la Estación Naval del Báltico. Del 23 de septiembre de 1919 al 19 de mayo de 1920, Schuster prestó servicio a bordo del crucero ligero Regensburg como piloto de altura y después fue destinado a la Estación Naval del Báltico, donde fue segundo y primer ayudante. Del 13 de abril de 1923 al 3 de noviembre de 1924, Schuster fue primer oficial en el crucero ligero Thetis, ascendiendo el 1 de mayo de 1924 a capitán de corbeta y pasando como primer oficial al estado mayor de la Estación Naval del Báltico, puesto en el que permaneció hasta el 31 de mayo de 1927, representando en varias ocasiones al jefe de Estado Mayor. Del 1 de junio al 23 de septiembre quedó como disponible y lo destinaron al navío de línea Hessen, donde fue oficial de navegación y primer oficial hasta el 30 de septiembre de 1929. Habiendo ascendido el 1 de agosto a capitán de fragata, pasó casi dos años, del 1 de octubre de 1929 al 18 de septiembre de 1931, en la Sección de la Flota (A II) de la Dirección Naval (Marineleitung). A partir del 19 de septiembre de 1931 fue profesor del curso de estado mayor de la Armada, ascendiendo a capitán de navío el 1 de octubre de 1931.
Del 27 de septiembre de 1933 al 28 de febrero de 1935, Schuster fue comandante del navío de línea Schleswig-Holstein, pasando luego a disposición del jefe de la Marineleitung y formando parte de la comisión que dirigió las negociaciones sobre la Flota con el Reino Unido., que condujeron al Acuerdo Naval Anglo-Germano. El 1 de mayo de 1935 ascendió a contralmirante y del 28 de junio al 24 de septiembre de 1935 fue destinado como segundo almirante del Mar del Norte (II A d N). Luego fue segundo almirante del Báltico (II A d O) hasta el 31 de marzo de 1938 y al mismo tiempo, del 1 de octubre de 1937 al 31 de marzo de 1938, sustituto-lugarteniente del Comandante de Seguridad del Báltico. Al ascender el 1 de abril de 1938 a vicealmirante, fue nombrado Comandante de Seguridad del Báltico y del 3 al 19 de junio fue sustituto del Jefe de la Comisión de Pruebas de Nuevas Construcciones Navales, y del 20 de julio al 3 de agosto, sustituto del Comandante de las Fortificaciones del Báltico Occidental. Desde el 28 de octubre de 1938, Schuster fue Inspector de Enseñanza de la Armada hasta el 1 de noviembre de 1939, cuando ya había estallado la Segunda Guerra Mundial.
Schuster pasó al Mando Supremo de las Fuerzas Armadas (OKW), donde fue jefe de Estado Mayor de Guerra Comercial y Económica. Almirante desde el 1 de enero de 1940, el 27 de mayo siguiente lo destinaron como Almirante al Mando del Oeste, puesto que desde el 1 de marzo de 1941 se llamó Almirante al Mando de Francia. Desde tres días más tarde hasta el 3 de abril de 1941, Schuster fue enviado como Comandante del puesto llamado Almirante Z, posteriormente denominado Almirante del Suroeste, y finalmente desde el 30 de junio de 1941 Comandante del Grupo de Marina Sur. El 21 de marzo de 1943 pasó a disposición del Comandante Supremo de la Kriegsmarine y el 30 de junio siguiente fue jubilado.
Schuster volvió a ser empleado como oficial disponible, trabajando del 1 de julio de 1943 al 8 de mayo de 1945 como jefe de la Sección de Ciencia Militar en el Mando Supremo de la Armada (OKM). Tras la capitulación, fue hecho prisionero por los estadounidenses, que lo dejaron en libertad el 23 de mayo de 1947.

## Condecoraciones
- Cruz de Hierro (1914) de 2.ª y 1.ª clase[1]
- Cruz de Caballero de la Real Orden de la Casa de Hohenzollern con espadas[1]
- Medalla de Guerra Submarina (1918)[1]
- Cruz Hanseática de Lübeck[1]
- Orden Osmanje de 4.ª clase[1]
- Broche para la Cruz de Hierro de 2.ª y 1.ª clase
- Cruz Alemana de oro el 19 de febrero de 1943[2]